# Aad van Hardeveld
Aad van Hardeveld (Baarn, 11 september 1930 – Huizen, 16 januari 2017) was een Nederlandse atleet, die furore maakte op de sprint. In 1953, 1954 en 1955 was hij Nederlands kampioen op de 200 m. 

## Loopbaan
In 1954 nam Van Hardeveld, die lid was van het Haagse Vlug en Lenig, deel aan de Europese kampioenschappen in Bern. Met een tijd van 21,4 s werd hij vierde in de halve finale.  
Op de 4 x 100 m estafette slaagde hij erin om, samen met Theo Saat, Teun Aret en Hayo Rulander, het in 1936 gevestigde nationale record van 41,3 te evenaren. Het Nederlandse viertal werd er derde mee in zijn serie, wat niet voldoende was om door te dringen tot de finale.
Hij plaatste zich weliswaar voor de Olympische Spelen van 1956 in Melbourne, maar door de Nederlandse boycot van die Olympische Spelen kon Van Hardeveld niet meedoen. 
Aad van Hardeveld werkte als gymnastiekdocent en conrector bij het Huizer Stad en Lande, het tegenwoordige Erfgooiers College.
Zijn oomzegger Kees van Hardeveld was bondscoach van het Nederlandse dameswaterpoloteam.

## Nederlandse kampioenschappen
| Onderdeel | Jaar             |
| --------- | ---------------- |
| 200 m     | 1953, 1954, 1955 |

## Persoonlijke records
| Onderdeel | Prestatie | Datum            | Plaats |
| --------- | --------- | ---------------- | ------ |
| 100 m     | 10,5 s    | 9 juli 1954      | Leiden |
| 200 m     | 21,4 s    | 28 augustus 1954 | Bern   |

## Palmares

### 100 m
- 1953:  NK - 11,5 s
- 1954:  NK - 10,9 s
- 1955:  NK - 10,8 s

### 200 m
- 1953:  NK - 22,7 s
- 1954:  NK - 21,8 s
- 1954: 4e in ½ fin. EK - 21,4 s
- 1955:  NK - 21,4 s

### 4 x 100 m
- 1954: 4e in serie EK - 41,3 s (NR)